# Notogonioides sinopae
Notogonioides sinopae är en insektsart som beskrevs av Albino Morimasa Sakakibara 1996. Notogonioides sinopae ingår i släktet Notogonioides och familjen hornstritar. Inga underarter finns listade i Catalogue of Life.